# 寺部町 (豊田市)
寺部町（てらべちょう）は、愛知県豊田市の町名。現行行政地名は寺部町1丁目〜寺部町6丁目。住居表示は行われていない。

## 地理
豊田市西部、高橋地区の西部に位置し、東は高橋町・社町、西は川端町、南は千石町、北は川田町に接する。

## 歴史
加茂郡（西加茂郡）寺部村を前身とする。

### 町名の由来
往古から寺辺と言われ、寺院が多い地域であったことによる。

### 沿革

#### 大字寺部
- 1889年（明治22年）10月1日 - 町村制による西加茂郡寺部村が成立[6]。
- 1906年（明治39年）7月1日 - 合併に伴い、高橋村大字寺部となる[6]。
- 1956年（昭和31年）9月30日 - 挙母市へ編入し、同市大字寺部となる[6]。
- 1959年（昭和34年）
  - 1月1日 - 豊田市大字寺部となる[6]。
  - 10月1日 - 高橋地区町名変更実施に伴い、全域が寺部町・社町・高橋町・千石町・水間町・川田町・京ケ峰となり廃止[6]。

#### 寺部町
- 1959年（昭和34年）10月1日 - 大字の寺部の一部より、寺部町が成立[6]。

### 史跡
- 寺部城跡
- 松本家長屋門
- 遊佐家長屋門

## 世帯数と人口
2023年（令和5年）10月1日現在の世帯数と人口は以下の通りである。
| 町丁   | 世帯数  | 人口    |
| ------ | ------- | ------- |
| 寺部町 | 575世帯 | 1,578人 |

### 人口の変遷
国勢調査による人口および世帯数の推移。
| 1995年（平成7年）  | 281世帯 998人  |  |
| 2000年（平成12年） | 349世帯 1111人 |  |
| 2005年（平成17年） | 365世帯 1117人 |  |
| 2010年（平成22年） | 400世帯 1170人 |  |
| 2015年（平成27年） | 452世帯 1331人 |  |
| 2020年（令和2年）  | 509世帯 1503人 |  |

## 学区
市立小・中学校に通う場合、学区は以下の通りとなる。
| 丁目・字       | 番・番地等 | 小学校             | 中学校             | 高等学校普通科 |
| -------------- | ---------- | ------------------ | ------------------ | -------------- |
| 寺部町（全域） | 全域       | 豊田市立寺部小学校 | 豊田市立高橋中学校 | 三河学区       |

## 交通
- 愛知県道343号則定豊田線

## 施設
- 守綱寺
- 東高院
- 隋應院
- 浄土院
- 守綱神社

## その他

### 日本郵便
- 郵便番号 : 471-0017[3]（集配局：豊田郵便局[8]）。

### WEB
1. ↑  豊田市では全体で住居表示は行われていない。“その他（住民票に関すること）よくある質問”.   豊田市. 2025年5月28日閲覧。
2. ↑  総務省統計局 (2014年3月28日). “平成7年国勢調査の調査結果(e-Stat) - 男女別人口及び世帯数 －町丁・字等” (CSV). 2025年6月24日閲覧。
3. ↑  総務省統計局 (2014年5月30日). “平成12年国勢調査の調査結果(e-Stat) - 男女別人口及び世帯数 －町丁・字等” (CSV). 2025年6月24日閲覧。
4. ↑  総務省統計局 (2014年6月27日). “平成17年国勢調査の調査結果(e-Stat) - 男女別人口及び世帯数 －町丁・字等” (CSV). 2025年6月24日閲覧。
5. ↑  総務省統計局 (2012年1月20日). “平成22年国勢調査の調査結果(e-Stat) - 男女別人口及び世帯数 －町丁・字等” (CSV). 2025年6月24日閲覧。
6. ↑  総務省統計局 (2017年1月27日). “平成27年国勢調査の調査結果(e-Stat) - 男女別人口及び世帯数 －町丁・字等” (CSV). 2025年6月24日閲覧。
7. ↑  総務省統計局 (2022年2月10日). “令和2年国勢調査の調査結果(e-Stat) - 男女別人口，外国人人口及び世帯数－町丁・字等” (CSV). 2025年6月24日閲覧。